# ニャシャ・ムシェクウィ
ニャシャ・ムシェクウィ（Nyasha Mushekwi、1987年8月21日 - ）は、ジンバブエの現サッカー選手、元バスケットボール選手。サッカージンバブエ代表、元バスケットボールジンバブエ代表。サッカー選手としてのポジションはFWまたはMF。

## クラブ歴
地元ジンバブエのCAPSユナイテッドFCで選手となった。2010年に南アフリカ共和国のマメロディ・サンダウンズFCに移籍、2010-11シーズンに早速リーグ得点ランキング2位につける活躍を見せた。2013年4月には契約が切れる間近であったが、マメロディ・サンダウンズ側が契約延長オプションつきの1年契約を提示し合意した。
2013-14シーズンにはベルギーのKVオーステンデにレンタル移籍したものの、2014年2月に負傷し11月まで試合に復帰する事が出来なかった。しかし、怪我から復帰してもマメロディ・サンダウンズの外国人枠は全て埋まっていたため選手登録も出来なかった。そのため、2015年には彼の獲得を熱望していたデンマークのホブロIKのトライアルに参加したものの、スウェーデンのユールゴーデンIFに6ヶ月のレンタル移籍となった。
2015年12月22日に中国甲級の大連一方に移籍。2019年から浙江FCに加入している。

## 代表歴
同国代表が起こした八百長事件、アジアゲートに関与していたとして一生涯の出場停止処分となるところであったが、取り調べで慈善活動の情報が出てきたためにこれを免れた。

## 個人
高校時代はバスケットボールに熱中していた。バスケットボール選手としてもU-19代表や同国代表としての出場経験がある。

## 個人成績
2015年8月25日現在
| 2007             | CAPSユナイテッド         |                  | Z.プレミア       | 16       | 2        | -          | -          | 16       | 2        |
| 2008             | CAPSユナイテッド         |                  | Z.プレミア       | 18       | 7        | -          | -          | 18       | 7        |
| 2009             | CAPSユナイテッド         |                  | Z.プレミア       | 21       | 8        | -          | -          | 21       | 8        |
| 2010             | CAPSユナイテッド         |                  | Z.プレミア       | 13       | 5        | -          | -          | 13       | 5        |
| 南アフリカ共和国 | 南アフリカ共和国         | 南アフリカ共和国 | 南アフリカ共和国 | リーグ戦 | リーグ戦 | オープン杯 | オープン杯 | 期間通算 | 期間通算 |
| 2010-11          | マメロディ・サンダウンズ |                  | プレミア         | 27       | 14       | 2          | 1          | 29       | 15       |
| 2011-12          | マメロディ・サンダウンズ |                  | プレミア         | 28       | 9        | 3          | 0          | 31       | 9        |
| 2012-13          | マメロディ・サンダウンズ |                  | プレミア         | 24       | 5        | 2          | 1          | 26       | 6        |
| ベルギー         | ベルギー                 | ベルギー         | ベルギー         | リーグ戦 | リーグ戦 | ベルギー杯 | ベルギー杯 | 期間通算 | 期間通算 |
| 2013-14          | オーステンデ             | 23               | プロ             | 20       | 2        | 5          | 1          | 25       | 3        |
| スウェーデン     | スウェーデン             | スウェーデン     | スウェーデン     | リーグ戦 | リーグ戦 | オープン杯 | オープン杯 | 期間通算 | 期間通算 |
| 2015             | ユールゴーデン           | 21               | アル             | 21       | 12       | 0          | 0          | 21       | 12       |
| 通算             | ジンバブエ               | ジンバブエ       | Z.プレミア       | 68       | 22       | -          | -          | 68       | 22       |
| 通算             | 南アフリカ共和国         | 南アフリカ共和国 | プレミア         | 79       | 28       | 7          | 2          | 86       | 30       |
| 通算             | ベルギー                 | ベルギー         | プロ             | 20       | 2        | 5          | 1          | 25       | 3        |
| 通算             | スウェーデン             | スウェーデン     | アル             | 21       | 12       | 0          | 0          | 21       | 12       |
| 総通算           | 総通算                   | 総通算           | 総通算           | 188      | 64       | 12         | 3          | 200      | 67       |